# Johann Benjamin Brühl
Johann Benjamin Brühl (1691 – 1763) var en tysk kobberstikker med base i Leipzig.
Han udførte især portrætter efter malerier af kendte samtidige, af blandt andre Ludvig Holberg (1745), og stak noder. Han tog høje priser og var kræsen i sit arbejde, og eksempelvis Johann Sebastian Bach havde ikke råd til at hyre Brühl.
Ifølge Thieme-Becker hævede Brühls indsats sig dog ikke over det håndværksmæssige: "ein bescheidenes Talent, dessen Können nicht über das Handwerksmäßige hinausging".